# Melasma strictum
Melasma strictum là loài thực vật có hoa thuộc họ Cỏ chổi. Loài này được (Benth.) Hassl. mô tả khoa học đầu tiên năm 1912.